# Zsigmond Kunfi
Zsigmond Kunfi (Nagykanizsa, Hungría; 28 de abril de 1879-Viena, 18 de noviembre de 1929), fue un político socialista húngaro y el principal ideólogo del Partido Socialista Húngaro a comienzos del siglo XX.

## Origen y estudios
Nacido en una familia judía de clase media-baja, estudió con los escolapios. Buen estudiante, se matriculó en la Universidad de Kolozsvár, donde se doctoró en literatura alemana y húngara en 1904. En Kolozsvár se convirtió en socialista y comenzó a publicar en los diarios locales, principio de una carrera de periodista y ensayista. Buen escritor, trataba tanto temas literarios como políticos.
Tras un breve periodo como profesor de enseñanza secundaria de alemán y francés en Temesvár que duró hasta 1906 y acabó al ser despedido por el ministro de Educación por participar en un mitin obrero, ingresó en la junta editorial de Népszava, el diario del partido socialista. Poco después se le nombró único editor de Szocializmus, la publicación ideológica del partido, puesto que mantuvo de 1908 a 1914. Ingresó también en el comité central del partido.

## En el partido socialista

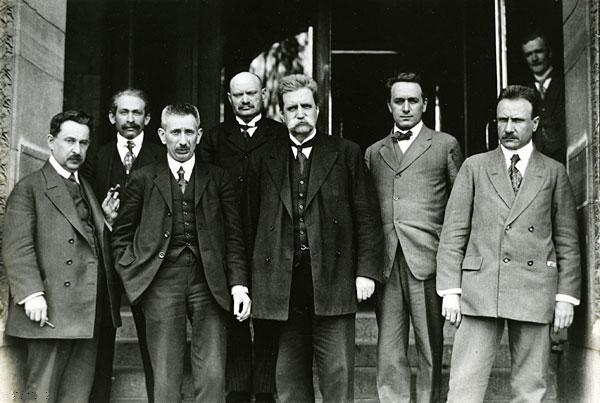
Kunfi junto con otros miembros de la delegación húngara a la fallida conferencia de paz de Estocolmo en la primavera de 1917. En el centro, el socialdemócrata sueco Hjalmar Branting.

A diferencia de la mayoría de dirigentes del partido, Kunfi era un intelectual, con estrechos contactos con otros intelectuales liberales húngaros como Oszkár Jászi, en cuyo periódico publicaba a menudo. Desde 1908-1909, se convierte en el principal y casi exclusivo ideólogo del partido, con una influencia especial en la actitud del partido hacia las nacionalidades y la cuestión balcánica —de especial actualidad por la reciente crisis bosnia de 1908—.
Radical, la Revolución de 1917 acentuó su extremismo. Se convenció de que Hungría adoptaría finalmente un sistema soviético.

## La república popular y la soviética
Con la llegada al Gobierno de Mihály Károlyi tras la Revolución de los Crisantemos en octubre de 1918, Kunfi, considerado el «mejor cerebro» del partido, obtuvo el Ministerio de Educación.
Vilmos Böhm, sindicalista y hombre de acción más que teórico, era su más estrecho aliado en la dirección del partido. Tras intensas discusiones gubernamentales, este logró hacerse con el puesto de ministro de Defensa en enero de 1919. Kunfi y Böhm se mostraron favorables a la unificación con los comunistas en marzo. Ambos lograron importantes cargos en el nuevo Gobierno: Kunfi como comisario de Educación, Böhm, de nuevo al frente de Defensa.
Kunfi defendió con vehemencia el nuevo régimen y la unión con los comunistas, minimizando las diferencias del pasado. Disintió, sin embargo, de algunas medidas, como la nacionalización de la tierra que, juzgó acertadamente, privaría al Gobierno del respaldo campesino. Como Kun, deseaba un partido menor pero más cohesionado —anteriormente, la pertenencia al sindicato implicaba la afiliación automática al Partido Socialista—, pero deseaba que la reorganización se produjese en el futuro, en un momento de menor fricción entre los sindicatos y el partido.
Durante el congreso del partido unificado en junio, abogó por realizar concesiones —similares a las adoptadas por Lenin dos años más tarde— ante la falta de la ansiada revolución mundial. Insatisfecho con los resultados del congreso en la que los comunistas impusieron su lista al comité central a pesar de los resultados de las votaciones, dimitió de su comisaría junto con Böhm poco después.
A finales de junio viajó a Viena, convencido de la necesidad de alcanzar un acuerdo con la Entente para lograr la supervivencia de la república. Las negociaciones fracasaron a finales de julio.

## Exilio y muerte
Tras la caída de la república pocos días más tarde, permaneció en el exilio en Austria, afiliándose más tarde a la Segunda internacional y media. Se suicidó en Austria en 1929.